# Élections législatives jamaïcaines de 1949
Des élections législatives ont lieu en Jamaïque le 20 décembre 1949. Bien que le Parti national du peuple a gagné un plus grand nombre de voix, c'est le Parti travailliste de Jamaïque qui remporte la majorité des sièges. La participation est de 65,2 %.

## Résultats
| Parti                          | Votes   | %    | Sièges | +/-     |
| ------------------------------ | ------- | ---- | ------ | ------- |
| Parti national du peuple       | 203 048 | 43,5 | 13     | +8      |
| Parti travailliste de Jamaïque | 199 538 | 42,7 | 17     | -5      |
| Parti unifié de Jamaïque       | 1 110   | 0,2  | 0      | Nouveau |
| Autres partis                  | 4 693   | 1,0  | 0      | –       |
| Indépendants                   | 58 790  | 12,6 | 2      | -3      |
| Votes invalides/blancs         | 9 928   | –    | –      | –       |
| Total                          | 477 109 | 100  | 32     | 0       |
| Source : Nohlen                |         |      |        |         |